# Santa Rosa (distrito de Grau)
O Distrito peruano de Santa Rosa é um dos catorze distritos que formam a Província de Grau, situada no Apurímac, pertencente a Região Apurímac, Peru.

## Transporte
O distrito de Santa Rosa não é servido pelo sistema de estradas terrestres do Peru.